# Walter Simons
Walter Simons (født 24. september 1861 i Elberfeld i Preussen, død 14. juli 1937 i Potsdam) var en tysk jurist og politiker. Han var udenrigsminister i Weimarrepublikken i 1920-21 og præsident for Tysklands højesteret, Reichsgericht, fra 1922 til 1929. 
Walter Simons læste jura, økonomi og historie i Strasbourg, Leipzig og Bonn og fik herefter stilling som assisterende dommer og senere som dommer ved højere retter. I 1905 fik han stilling i justitsministeriet i Berlin og blev siden flyttet til udenrigsministeriet. Han deltog i 1918 i fredsafslutningen med Sovjetunionen under forhandlingerne om Brest-Litovsk-freden. 
Den 15. oktober 1918, kort forinden Novemberrevolutionen udpegede Rigskansler Max von Baden ham til kanslerens rådgiver i spørgsmål om international ret. I november 1918 blev Simons Ministerialdirektor og chef for juridisk afdeling i udenrigsministeriet. Han var Generalkommissar for den tyske delegation under forhandlingerne om Versaillesfreden. Simons var modstander af den forhandlede versaillestraktakt, hvorfor han fratrådte sin stilling. Han fik herefter ansættelse som direktør i Reichsverband der deutschen Industrie (Tysklands Industriforbund). 

## Politisk karriere
Simons, der ikke tidligere havde været politisk aktiv, fungerede fra juni 1920 til maj 1921 som udenrigsminister i Konstantin Fehrenbachs regering, hvor han repræsenterede Tyskland på Spakonferencen og Londonkonferencen i 1921. Han var ligeledes involveret i forhandlingerne mellem Tyskland og Polen om Øvre Schlesien.

## Højesteretspræsident
Den 1. oktober 1922 blev Simons udpeget som præsident for Tysklands højesteret Reichsgericht i Leipzig efter indstilling fra Reichspräsident Friedrich Ebert. 
Da Ebert døde i 1925, blev Simons midlertidig rigspræsident i tiden indtil Paul von Hindenburg blev indsat. Simons var selv blevet bragt i forslag som en potentiel kandidat til posten som Rigspræsident efter første runde af præsidentvalget i 1925, hvor der ikke var fundet en vinder i valget, men Simons afslog. 
Som højesteretspræsident blev Simons kritiseret af SPD, da han åbent kritiserede, at dommere var medlemmer af det socialdemokratiske parti SPD og organisationen Republikanischen Richterbund, der var tæt knyttet til partiet. 
Efter en konflikt i 1928 med præsident Hindenburg og Hermann Müllers regering om udpegningen af bestyrelsesmedlemmer til de tyske statsbaner, Reichsbahn, opsagde Simons sin stilling i 1929.

## Øvrig karriere
Simons var æresprofessor i international ret ved Leipzig Universitet og præsident for det Tyske Selskab for Folkeret. Han var også aktiv indenfor kirkelige kredse.
Efter nazisternes magtovertagelse var Simons alene aktiv indenfor kirken og i Neue Bachgesellschaft, der fungerede til ære for Johann Sebastian Bach. Nogle offentliggjorte udsagn efter magtovertagelsen indikerer en vis støtte til NSDAP og den tyske og italienske udenrigspolitik i 1930'erne og til falangisterne i Spanien.
Simons døde i Neubabelsberg ved Potsdam den 14. juli 1937.

## Eksterne links
- Wikimedia Commons har flere filer relateret til Walter Simons